# Satyrichthys laticephalus
Satyrichthys laticephalus és una espècie de peix pertanyent a la família dels peristèdids.

## Descripció
- Fa 21 cm de llargària màxima.[4][5]

## Hàbitat
És un peix marí, demersal i d'aigües fondes.

## Distribució geogràfica
Es troba al Pacífic nord-occidental: badia de Tosa (el Japó).

## Observacions
És inofensiu per als humans.